# زاوودسکه
۵۰°۲۳′ شمالی ۳۳°۲۳′ شرقی / ۵۰٫۳۸۳°شمالی ۳۳٫۳۸۳°شرقی
شهر زاوودسکه (به روسی: Заводське) در استان پولتاوا در کشور اوکراین واقع شده‌است. جمعیت این شهر ۹٬۰۲۴ نفر است.

## نگارخانه

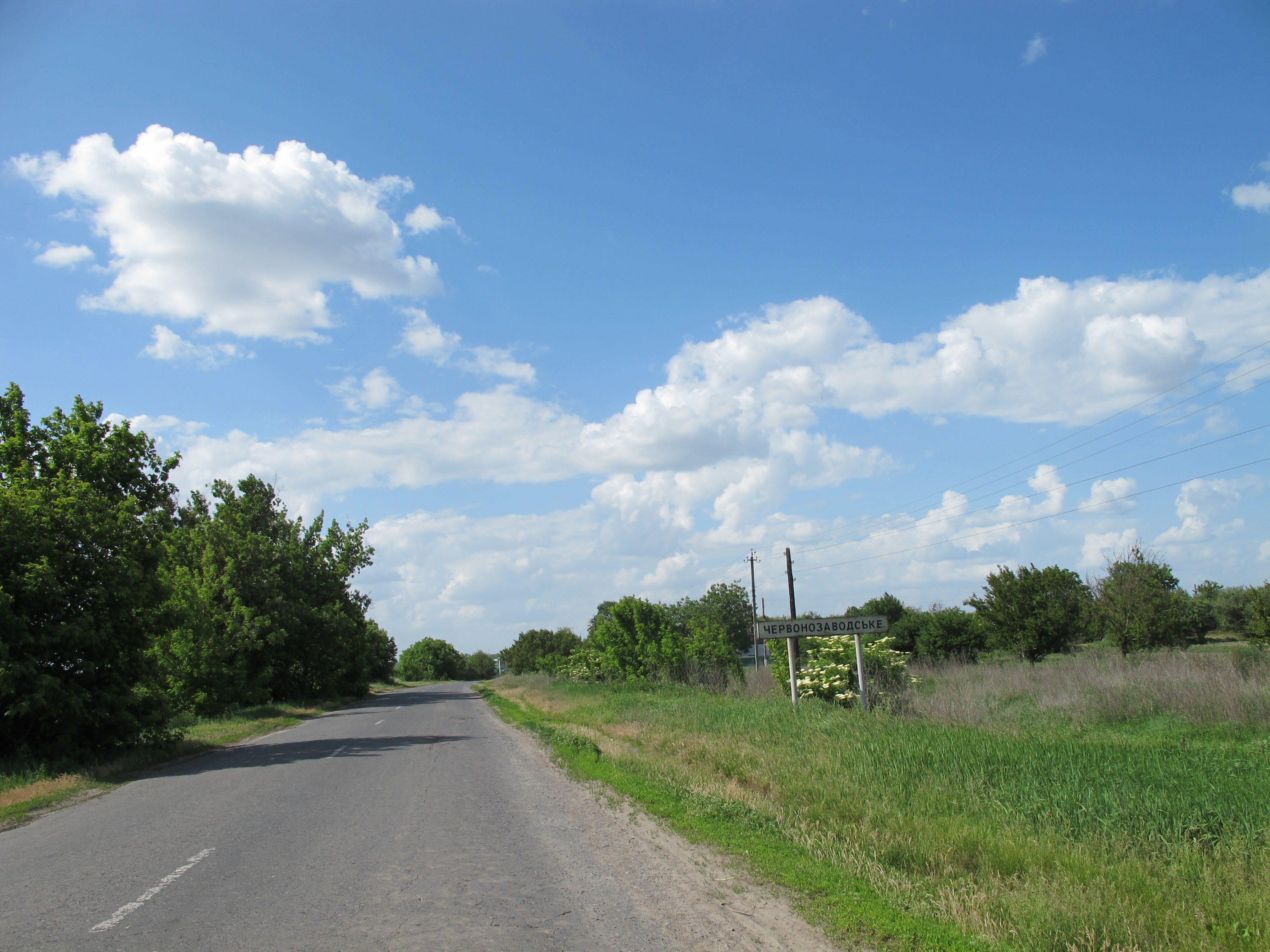
City sign
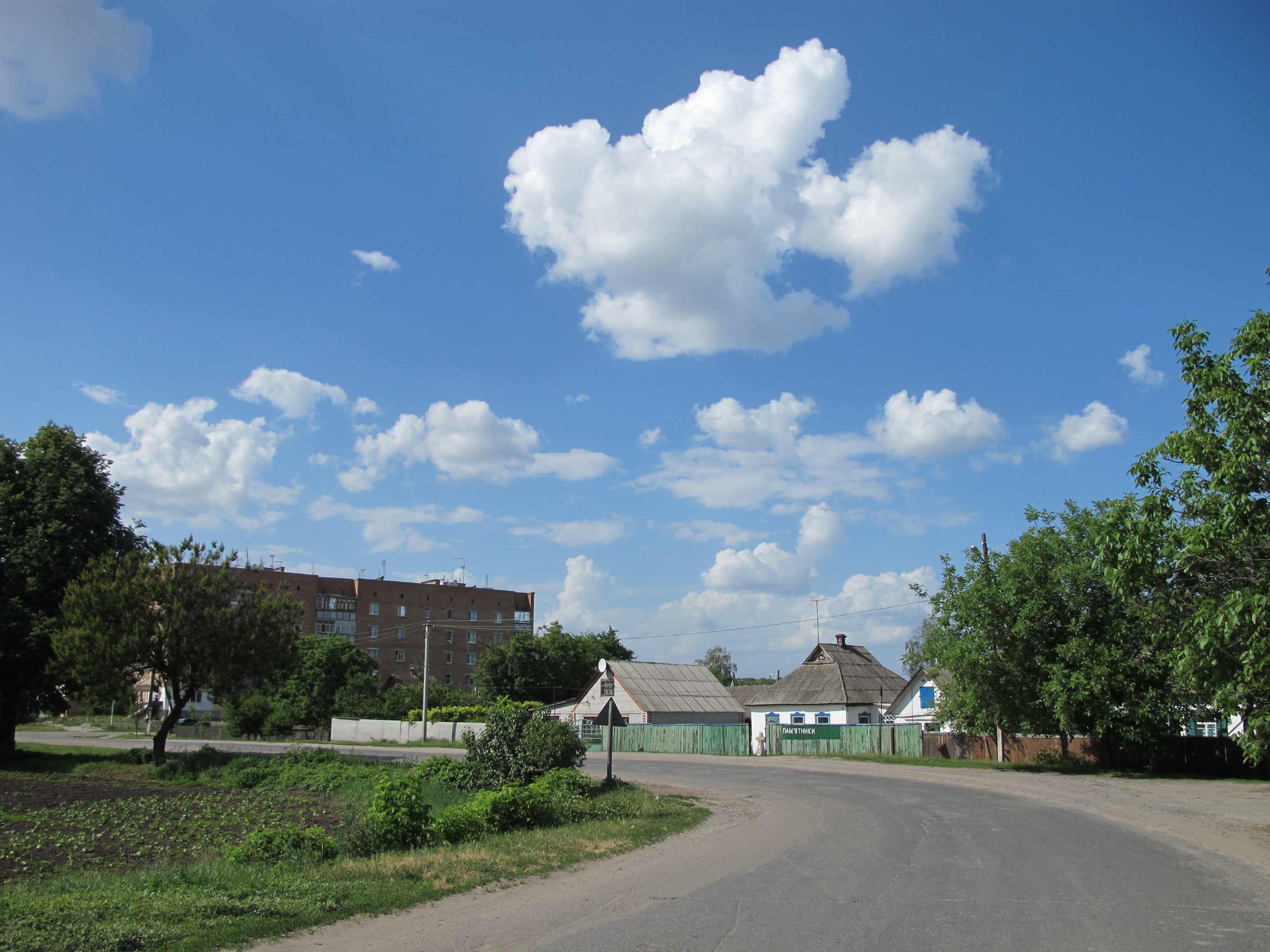
Residential buildings
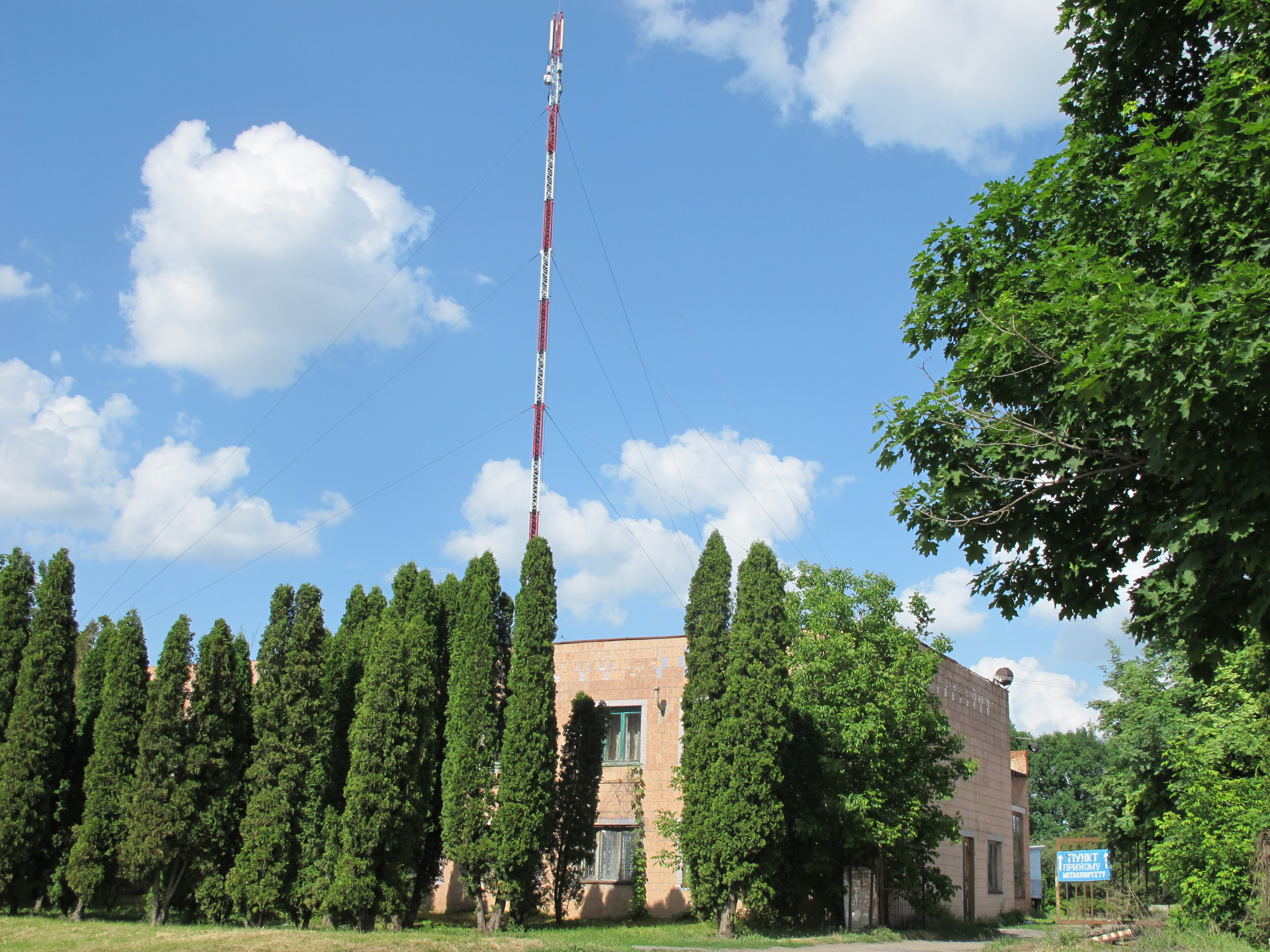
Radio mast
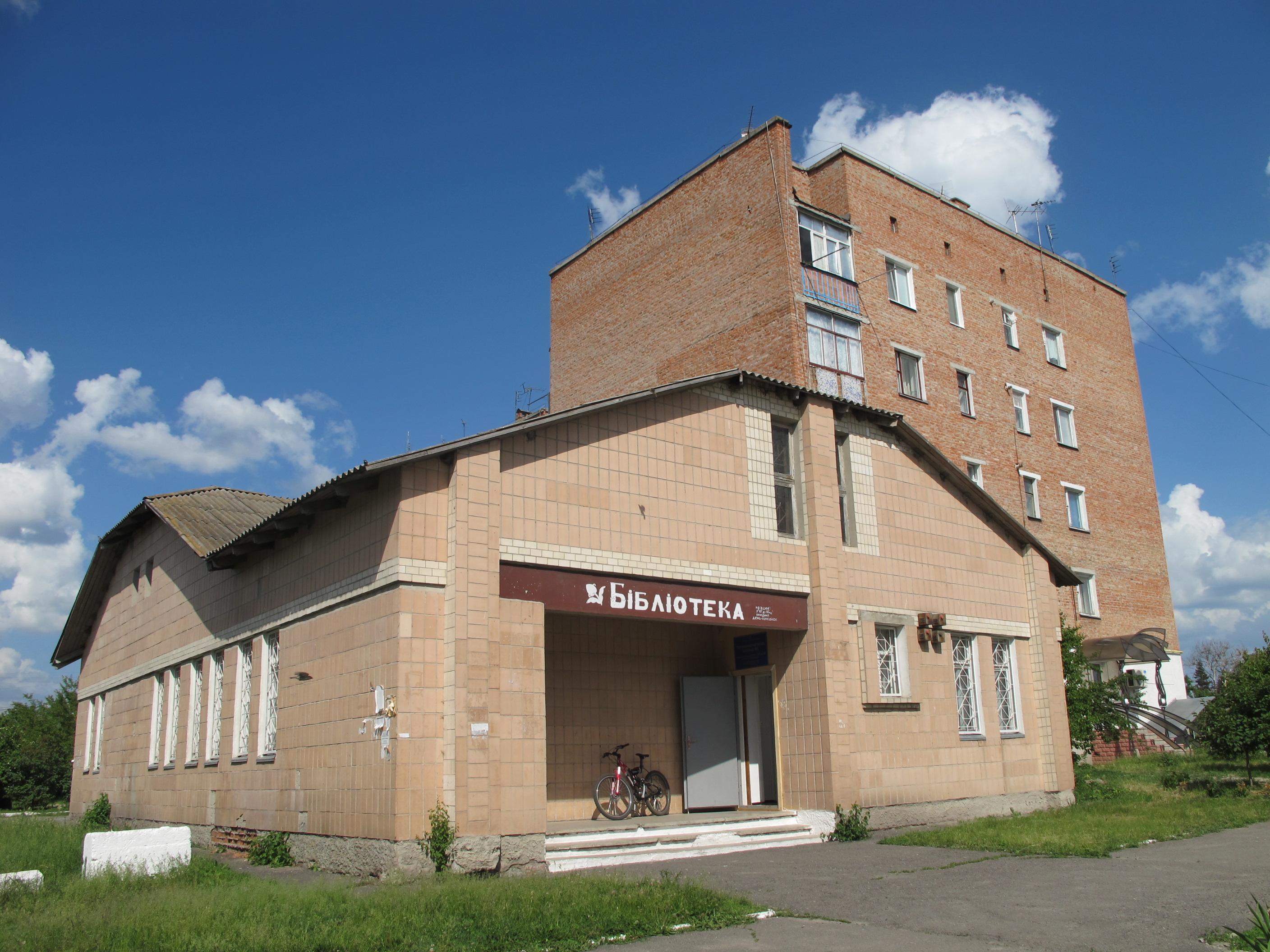
City library